# Hallandsparken
Hallandsparken er en bebyggelse i Høje Taastrup.
Bebyggelsen består af 18 bygninger og har i alt 113 rækkehuse, hver på 116 kvadratmeter og i to etager. 
Hvert rækkehus har en stue på ca. 42 kvadratmeter, et køkken, et toilet plus et lille rum under trappen, i stueetagen.
På første sal er der 4 værelser (nogle har dog lagt værelserne sammen, så der er ned til 2 værelser), et badeværelse og en gang.

## Historie
Det var i starten meningen at 2. etape af Olufborgs etagebyggeri skulle bygges på den grund hvor Hallandsparken ligger i dag,
men Høje-Taastrup Kommune traf beslutningen at den 2. etape ikke skulle bygges, da de var bange for at Olufborg ville udvikle sig til en social ghetto. Kommunen ønskede i stedet at der blev bygget nogle lave, attraktive ejerboliger.
Bøje Nilsen købte arealet, og i 1978 begyndte byggeriet af den første etape, som var alle de ulige numre.
I 1979 begyndte 2. etape med de lige numre.
I 1979 blev husene udbudt til salg, til en pris på 630.000 kr. og de blev hurtigt udsolgt.

## Beliggenhed
Hallandsparken ligger kun 5-7 minutters gang fra Høje Taastrup Station, hvor der er mulighed for at tage med togene, som kører på Vestbanen. Der er også mulighed for at tage med en masse busser, som stopper ved stationen.
Bebyggelsen ligger desuden ca. 15 minutters gang fra Danmarks næststørste indkøbscenter City 2,
hvor der er ca. 110 butikker.